# Thun (distrikt)
Thun var fram till 31 december 2009 ett amtsbezirk i kantonen Bern, Schweiz.

## Geografi

### Indelning
Thun var indelat i 27 kommuner:
- Amsoldingen
- Blumenstein
- Buchholterberg
- Eriz
- Fahrni
- Forst
- Heiligenschwendi
- Heimberg
- Hilterfingen
- Homberg
- Horrenbach-Buchen
- Höfen
- Längenbühl
- Oberhofen
- Oberlangenegg
- Pohlern
- Schwendibach
- Sigriswil
- Steffisburg
- Teuffenthal
- Thierachern
- Thun
- Uebeschi
- Uetendorf
- Unterlangenegg
- Wachseldorn
- Zwieselberg